# USS Endeavor (AFDL-1)
L' USS Endeavor (AFDL-1), est une petite cale sèche flottante auxiliaire de classe AFDL-1 construite en 1943 pour l'US Navy durant la Seconde guerre mondiale,.

## Description
Construite et livrée par Chicago Bridge & Iron Company à Morgan City, en Louisiane en septembre 1943, elle est entrée en service sous le nom d'USS AFD-1. Elle a été redésignée AFDL-1 le 1er août 1946. En 1986, elle a été désarmée, rayée du Naval Vessel Register et transférée en République dominicaine et redésignée DF-1. Elle est actuellement en service actif depuis 2017.
Il partage également le nom avec la navette spatiale américaine Endeavour, un véhicule spatial orbital utilisé par la NASA en tant que participant actif à la construction de la Station spatiale internationale. Les deux navires utilisent l'orthographe en anglais britannique du mot, plutôt que l'anglais américain, en l'honneur du HMS Endeavour, le navire du capitaine James Cook lors de son premier voyage de découverte (1768-1771).

## Décorations
- American Campaign Medal
- World War II Victory Medal
- National Defense Service Medal

### Liens connexes
- Liste des navires auxiliaires de l'United States Navy
- USS Adept (AFDL-23)
- USS Ability (AFDL-7) (en)